# Slaterocoris fuscicornis
Slaterocoris fuscicornis är en insektsart som beskrevs av Knight 1970. Slaterocoris fuscicornis ingår i släktet Slaterocoris och familjen ängsskinnbaggar. Inga underarter finns listade i Catalogue of Life.